# Hilal Ben Moussa
Hilal Ben Moussa (en arabe : هيلال بين موسى), né le 22 mai 1992 à Utrecht aux Pays-Bas, est un footballeur néerlando-marocain.

## Biographie

### En club
Hilal Ben Moussa fait ses débuts officiels le 2 février 2013 lors d'un match de championnat face à l'AZ Alkmaar. Le 31 août 2015, lors du dernier jour du mercato d'été, il signe un contrat professionnel au FC Volendam à la suite d'un énorme manque de temps de jeu. Le jeudi 3 septembre 2015, il fait ses débuts avec le FC Volendam lors d'un match amical face à l'Ajax Amsterdam. Il entre en jeu à la 60ème minute à la place de Gerry Vlak. En fin de saison 2015-2016, il quitte le FC Volendam.
Après une saison sans club, il reçoit un contrat de la part du FC Emmen. Il y signe pour la saison 2017-2018 en D2 néerlandaise. Il finira la saison par être promu en Eredivisie. En mi-2019, il signe dans le club roumain ACS Sepsi. Lorsqu'il s'engage en Roumanie, le directeur sportif quitte le club après deux semaines. Malgré des entraînements intensifs, il n'aura pas joué plus d'un match de Coupe de Roumanie.
A l'occasion du mercato hivernal 2019-2020, Hilal Ben Moussa décide de retourner aux Pays-Bas au FC Emmen.

## Style de jeu
Pouvant évoluer en tant qu'ailier droit comme en tant que milieu offensif, il occupe également le poste de milieu relayeur. Il est considéré par les journalistes sportifs néerlandais comme étant un joueur avec une grande qualité technique.

## Statistiques

### Statistiques détaillées
| Saison                | Club                          | Championnat           | Championnat | Championnat | Championnat | Coupe(s) nationale(s) | Coupe(s) nationale(s) | Coupe(s) nationale(s) | Compétition(s) continentale(s) | Compétition(s) continentale(s) | Compétition(s) continentale(s) | Compétition(s) continentale(s) | Autres compétitions | Autres compétitions | Autres compétitions | Autres compétitions | Total | Total | Total |
| Saison                | Club                          | Division              | M.          | B.          | P.d.        | M.                    | B.                    | P.d.                  | Comp.                          | M.                             | B.                             | P.d.                           | Comp.               | M.                  | B.                  | P.d.                | M.    | B.    | P.d.  |
| 2012-2013             | FC Groningen                  | Eredivisie            | 1           | 0           | 0           | -                     | -                     | -                     | -                              | -                              | -                              | -                              | -                   | -                   | -                   | -                   | 1     | 0     | 0     |
| 2013-2014             | FC Groningen                  | Eredivisie            | -           | -           | -           | -                     | -                     | -                     | -                              | -                              | -                              | -                              | -                   | -                   | -                   | -                   | 0     | 0     | 0     |
| 2014-2015             | FC Groningen                  | Eredivisie            | -           | -           | -           | -                     | -                     | -                     | -                              | -                              | -                              | -                              | -                   | -                   | -                   | -                   | 0     | 0     | 0     |
| 2015-2016             | FC Volendam                   | Jupiler League        | 16          | 1           | 0           | 2                     | 0                     | 0                     | -                              | -                              | -                              | -                              | -                   | -                   | -                   | -                   | 18    | 1     | 0     |
| 2017-2018             | FC Emmen                      | Jupiler League        | 36          | 0           | 0           | 1                     | 0                     | 0                     | -                              | -                              | -                              | -                              | -                   | -                   | -                   | -                   | 37    | 0     | 0     |
| 2018-2019             | FC Emmen                      | Eredivisie            | 18          | 1           | 0           | 2                     | 0                     | 0                     | -                              | -                              | -                              | -                              | -                   | -                   | -                   | -                   | 20    | 1     | 0     |
| 2019-2020             | ACS Sepsi OSK Sfântu Gheorghe | Liga I                | -           | -           | -           | 1                     | 1                     | 0                     | -                              | -                              | -                              | -                              | -                   | -                   | -                   | -                   | 1     | 1     | 0     |
| 2019-2020             | FC Emmen                      | Eredivisie            | 8           | 0           | 0           | 0                     | 0                     | 0                     | -                              | -                              | -                              | -                              | -                   | -                   | -                   | -                   | 8     | 0     | 0     |
| Total sur la carrière | Total sur la carrière         | Total sur la carrière | 78          | 2           | 0           | 6                     | 1                     | 0                     | -                              | -                              | -                              | -                              | -                   | -                   | -                   | -                   | 84    | 3     | 0     |